# Federico Vanelli
Federico Vanelli (Lodi, 9 de marzo de 1991) es un deportista italiano que compite en natación, en la modalidad de aguas abiertas.
Ganó una medalla de bronce en el Campeonato Mundial de Natación de 2017 y dos medallas en el Campeonato Europeo de Natación en Aguas Abiertas de 2016. Participó en los Juegos Olímpicos de Río de Janeiro 2016, ocupando el séptimo lugar en la prueba de 10 km.

## Palmarés internacional
| Campeonato Mundial | Campeonato Mundial   | Campeonato Mundial | Campeonato Mundial |
| Año                | Lugar                | Medalla            | Prueba             |
| ------------------ | -------------------- | ------------------ | ------------------ |
| 2017               | Budapest (Hungría)   | Medalla de bronce  | Equipo mixto       |
| Campeonato Europeo |                      |                    |                    |
| Año                | Lugar                | Medalla            | Prueba             |
| 2016               | Hoorn (Países Bajos) | Medalla de oro     | Equipo mixto       |
| 2016               | Hoorn (Países Bajos) | Medalla de plata   | 5 km               |